# 吉罗拉莫·卡尔达诺
吉罗拉莫·卡尔达诺（義大利語發音：[dʒiˈrɔːlamo karˈdaːno]，1501年9月24日—1576年9月21日），意大利文艺复兴时期百科全书式的学者，主要成就在数学、物理、医学方面。

## 生平

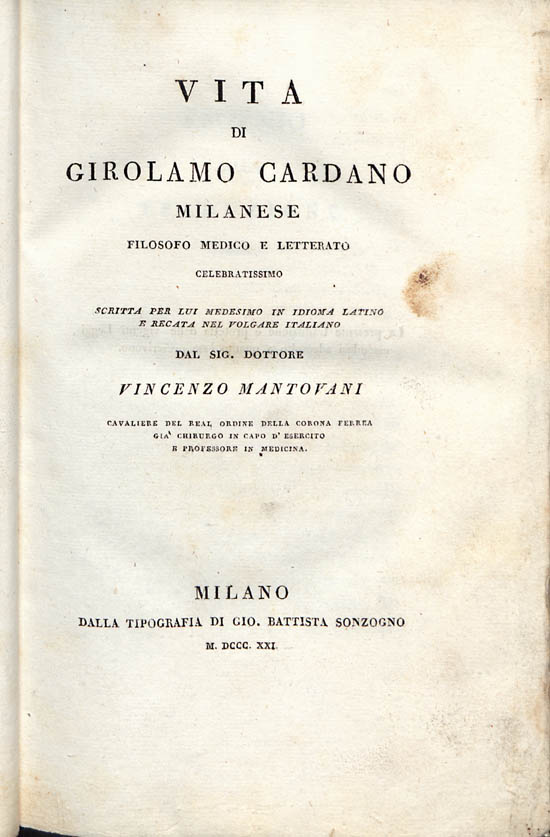
De propria vita, 1821

卡尔达诺生于帕维亚，为达芬奇一位律师朋友的私生子，早年多病。1526年获帕维亚大学医学博士学位，后成为欧洲名医，曾任英国国王爱德华六世的御医，并曾任教于帕维亚大学、博洛尼亚大学。他的家庭生活非常不幸。他最小也是最疼爱的儿子因为杀死不忠的妻子于1560年被判死刑。他的女儿沦为妓女，死于梅毒。他的另一个儿子是个赌徒，经常偷窃他的财物。他自己因为推算耶稣的出生星位，被指控为大逆不道，于1570年入狱，并失去教职。更为可悲的是，他的儿子参与了指控。出狱后他移居罗马，获得了教皇格里高利十三世的年金资助，完成了自己的自传。
有关他通过占星术推算出自己的忌辰、并且为证明自己的预言自杀而死的说法没有事实证据支持。

## 成就

### 医学
他是历史上第一个对斑疹伤寒做出临床描述的人。

### 数学
- 代数：在1545年出版的《大术》一书中，他第一个发表了三次代數方程一般解法的卡爾達諾公式，也称卡当公式（但真正發明此三次代數方程解法的為塔塔利亚，也是如此兩人因而結怨。現代，人們已經習慣稱呼的三次方程解法的「卡爾達諾公式」，實際上應稱呼為「塔塔利亚公式」。）。书中还记载了四次代数方程的一般解法（由他的学生费拉里发现）。此外，卡尔达诺还最早使用了复数的概念。
- 概率论：卡尔达诺從小就是位命運坎坷的少年，但他同時也是賭場中的常勝軍。他死后发表的《论赌博游戏》一书被认为是第一部概率论著作，他对现代概率论有开创之功。

### 其他
卡尔达诺还发明了许多机械装置，包括万向轴、组合锁。对流体力学也有贡献。